# Francis (voornaam)
Francis is een voornaam die zowel voor jongens als voor meisjes kan gebruikt worden. Het is de Engelse en Franse variant van de Nederlandse voornaam Frans. De naam is afgeleid van de naam Franciscus, die is afgeleid van Francesco, "Fransman". De naam werd bekend door de middeleeuwse heilige Franciscus van Assisi.
Qua gebruik is er een groot verschil tussen Nederland en België. Er zijn in Nederland iets meer vrouwen dan mannen met deze voornaam: in 2006 ging het volgens de Nederlandse voornamenbank om 1828 vrouwen en 1367 mannen. In België is dit een mannennaam.

## Bekende naamdragers

### Heiligen
- Francis Regis Clet, Franse martelaar

### Bekende mannelijke naamdragers
- Black Francis, zanger van Pixies
- Francis Allan, Nederlandse onderwijzer en schrijver
- Francis Alÿs, Belgische kunstenaar
- Francis Arinze, Nigeriaanse kardinaal en aartsbisschop
- Francis William Aston, Britse natuurkundige, Nobelprijs voor de Scheikunde in 1922
- Francis Bacon (schilder), Engelse schilder
- Francis Bacon (wetenschapper), Engelse filosoof, wetenschapper en politicus
- Francis Bay, Belgische dirigent
- Francis Beaufort, Engelse admiraal
- Francis Beaumont, Engelse toneelschrijver
- Francis Benali, Engelse voetballer
- Francis de Bourguignon, Belgische componist, muziekpedagoog en muziekcriticus
- Francis Cabrel, Franse zanger en componist
- Francis Carco, Franse schrijver
- Francis Ford Coppola, Amerikaanse regisseur, filmproducent en scenarioschrijver
- Francis Crick, Engelse natuurwetschapper, Nobelprijs voor de Geneeskunde in 1962
- Francis Dessain, Belgische kanunnik en voetballer
- Francis Drake, Engelse piraat en ontdekkingsreiziger
- Francis Edusei, Nederlands rapper bekend onder artiestennaam Frenna
- Francis Galton, Britse statisticus, antropoloog en grondlegger van de moderne eugenetica
- Francis Goya, Belgische gitarist, componist en muziekproducent
- Francis Guthrie, Zuid-Afrikaanse wiskundige en plantkundige
- Francis Healy, Schotse muzikant
- Francis Heylighen, Belgische hoogleraar
- Francis Hutcheson, Schotse filosoof
- Francis Jarvis, Amerikaanse atleet
- Francis Jeanson, Franse filosoof
- Francis Jeffers, Engelse voetballer
- Francis Scott Key, Amerikaanse advocaat en dichter (o. a. van het Amerikaanse volkslied)
- Francis Langley, Engelse theaterondernemer
- Francis Moreau, Franse wielrenner
- Francis Mourey, Franse wielrenner en veldrijder
- Francis Méan, Belgische kunstenaar
- Francis Obikwelu, Nigeriaans-Portugese atleet
- Francis Picabia, Franse schilder
- Francis Pieters, Belgische pedagoog, musicoloog en muziekcriticus
- Francis Poulenc, Franse componist
- Francis Rossi, Engelse gitarist en zanger (bij Status Quo)
- Francis Peyton Rous, Amerikaanse patholoog, Nobelprijs voor de Geneeskunde in 1966
- Francis David Schimmelpenninck, Nederlandse politicus
- Francis Severeyns, Belgische voetballer
- Francis Thorne, Amerikaanse componist en jazzmuzikant
- Francis Robbins Upton, Amerikaanse natuur- en wiskundige
- Francis Verdoodt, Belgische dichter
- Francis Vere, Engelse militair
- Francis Vermeiren, Belgische politicus
- Francis Walsingham, Engelse ambassadeur

### Bekende vrouwelijke naamdragers
- Francis Hoenselaar, Nederlandse dartsspeelster

### Fictieve figuren
- Francis Flute, personage uit Shakespeares toneelstuk A Midsummer Night's Dream